# Yacimiento de La Mesa
El yacimiento arqueológico de La Mesa se sitúa en la pedanía de Ribera Alta, en el término municipal de Alcalá la Real (Jaén, España). Su nombre está relacionado con la forma amesetada y alargada del cerro sobre el que se asienta, el cual se extiende hacia el norte bajo el actual caserío. Su situación topográfica favorece a la vez una importante situación estratégica, presidiendo el entorno más inmediato y dominando los cursos del río Frailes, al oeste, y del arroyo de la Fuente, al este, enclavándose en la confluencia de ambos.
La zona arqueológica de La Mesa posee una larga trayectoria temporal que arranca desde la Edad del Cobre y se prolonga hasta períodos históricos, siendo su continuidad ocupacional un valioso registro arqueológico, testigo de las diversas transformaciones sociales y económicas que se producirán durante tres milenios.
Su situación estratégica, en un espolón presidiendo la confluencia del río Frailes con el arroyo de la Fuente y en un territorio limítrofe con los yacimientos de las provincias de Jaén y Granada, le conferirán con el tiempo una fuerte orientación comercial que le servirá para ser testigo excepcional de los diversos intercambios culturales que se producirán durante el largo período de tiempo de su ocupación, hechos que quedan constatados en su importante registro material.

## Descripción
El origen del asentamiento parece datar del III milenio a. C., en plena Edad del Cobre. Sus características topográficas favorecieron una especialización agrícola, frente a otros sitios arqueológicos cercanos como San Marcos, que evidencia una comunidad eminentemente ganadera. Esta polivalencia productiva favorecería la incorporación de La Mesa en el comercio de las nuevas aleaciones metálicas y una mejor adaptación al posterior fenómeno argárico, ya en la Edad del Bronce.
Aunque en el Bronce Medio se constata un abandono de las poblaciones anteriores y la proliferación de pequeños poblados fruto de la nueva transformación política, como ocurre en la provincia de Granada, en Alcalá la Real sólo se registra el abandono del sitio arqueológico de La Mota I; de esta forma, dos importantes poblaciones como son La Mesa y La Gineta pudieron alargar su proyección temporal hasta momentos históricos. Ambos yacimientos tuvieron un amplio desarrollo en la cultura argárica, compartiendo la peculiaridad de presentarse en espolones estratégicos sobre las respectivas vegas de los ríos Frailes y Palancares, lo que permitió relacionarlos con otros asentamientos argáricos como Cerro de la Encina en Monachil o el Cerro de los Infantes.
Con la llegada del Bronce Final, ambos sitios alcalaínos encontraron las condiciones perfectas para su desarrollo en función de estos intercambios con las tierras granadinas del sur, donde seguirían vigentes grandes núcleos como el Cerro de los Infantes, o el Cerro de la Mora, en la desembocadura del río Frailes en el Genil. En la primera mitad del siglo VIII a. C. ambos núcleos iniciaron el intercambio comercial con las colonias fenicias de la costa mediterránea malagueña. El desarrollo de las relaciones económicas se generalizará por completo, participando La Mesa en el intercambio de sus productos agrícolas y ganaderos por los nuevos envases industriales de cerámica, vajilla de lujo, tejidos o manufacturas de hierro.
La fase ibérica supondrá una clara transformación de las estructuras materiales, territoriales, sociales y urbanas frente a la orientación fenicia de la etapa anterior. El Ibérico Final o Reciente representará el aumento de la presión cartaginesa sobre los territorios iberos, una vez que la situación mediterránea empeora a causa de la intervención romana. En el siglo III a. C. Cartago decide ocupar militarmente el territorio peninsular, lo cual impulsaría a su vez la posterior llegada romana. Con el devenir de la segunda guerra púnica, la destrucción de las ciudades iberas que habrían apoyado al bando cartaginés es mayoritaria. Según los investigadores, estas circunstancias parecen reflejarse en el registro arqueológico de La Mesa, encontrándose las monedas cartaginesas calcinadas. Esto se une a la falta de cerámicas más modernas en el área principal del poblado, algo que expresaría que fue durante esa guerra cuando se provoca, si no un abandono del yacimiento, sí al menos una clara reducción de su espacio de ocupación.
Por otro lado, en el Museo Municipal del Conjunto Monumental de La Mota se ubica un fragmento de escultura en piedra con garra de león, que algunos investigadores asocian a La Mesa y en relación con un monumento funerario ibérico, lo que supondría una importante novedad, ya que ampliaría la dispersión de estos animales funerarios, bien conocidos en las campiñas del Guadalquivir, a esta parte de la Subbética, estableciendo un punto de unión con los escasos descubrimientos de este tipo que se conocen en la provincia de Granada.
La comarca de Alcalá la Real, y como exponente La Mesa, jugó un papel como territorio intermedio de relación entre el valle del Guadalquivir y las tierras interiores granadinas, reforzando a fines del I milenio unos mecanismos de intercambio que se venían observando desde mucho atrás y asegurando, además, la relación que desde el final de la Prehistoria, habían dinamizado por el sur los yacimientos del Cerro de la Mora y el Cerro de los Infantes.